# آرثر بورتر (عالم أورام)
آرثر توماس بورتر الرابع (11 حزيران يونيو 1956 – 30 حزيران 2015) كان طبيباً ومدير مشفى كندياً.
في شباط فبراير عام 2004 تم تعيين بورتر ليحل محل هيو سكوت كمدير عام وتنفيذي لمركز مكغيل الصحي الجامعي في مدينة مونتريال في الكيبك، والذي يعتبر واحداً من أكبر المراكز الصحية الأكاديمية في كندا. وقد ترك بورتر هذا المنصب عام 2011.
عمل بورتر أيضاً كرئيس لجنة مراقبة الاستخبارات الأمنية، والتي تراقب نشاطات وأعمال هيئة الاستخبارات الأمنية الكندية (وهي وكالة التجسس الكندية)، تم تعيين بورتر في هذه اللجنة من قبل رئيس الوزراء ستيفن هاربر في الثالث من أيلول سبتمبر عام 2008، كما تم تنصيبه كمستشار ملكي خاص بالتزامن مع هذا التعيين.
في السابع والعشرين من أيار مايو عام 2013، تم اعتقال بورتر في بنما بسبب تهم ضريبية، والتي كان مفادها أنه اشترك في عملية رشو بقيمة 22.5 مليون دولار تتعلق ببناء المشفى الجديد التابع لمركز مكغيل الصحي الجامعي بقيمة 1.3 مليار دولار. لقبت هيئة الإذاعة الكندية هذا التحقيق بأنه أكبر تحقيق بعملية نصب في التاريخ الكندي. نفى بورتر قيامه بأي عمل مناف للقوانين.
كتب بورتر كتاب مذكراته المنشورة باسم: «الرجل خلف ربطة عنق الفراشة: آرثر بورتر حول الأعمال والسياسة والتخطيط» بمساعدة الكاتب ومدون السير الذاتية تي آر تود، وتم نشر الكتاب في 12 أيلول سبتمبر عام 2014، كما تلقى الكتاب عروضاً من أجل حقوق النشر التلفزيونية والسينمائية.
توفي بورتر قبل منتصف الليل تماماً في ليلة الثلاثين من حزيران يونيو عام 2015 في مشفى للسرطان في بنما، وتم الإعلان عن وفاته في الأول من تموز يوليو عام 2015.

## بداية حياته وتعليمه
ولد بورتر في سيراليون وامتلك كلاً من الجنسيتين الأميركية والكندية، تزوج من باميلا ماتوك بورتر وأنجب منها 4 أطفال، كانت والدته دنماركية أما والده آرثر بورتر الثالث فقد قاد عملية توسيع جامعة نيروبي في كينيا خلال سنوات حكم الرئيس جومو كينياتا، أعلنت جامعة نيروبي اعترافها وتقديرها لجهوده المبذولة في أكثر من مناسبة.
تلقى بورتر تعليمه المبكر في سيراليون وكينيا، وبعد ارتياد جامعة سيراليون انتقل إلى إنكلترا ودرس في جامعة كامبريدج، بالإضافة إلى مدرسة الطب السريري الخاصة بها.
حصل بورتر على شهادة الماستر في إدارة الأعمال من جامعة تينيسي بالإضافة إلى شهادتين في الإدارة الطبية من جامعة هارفارد وجامعة تورنتو ودرس في الجامعة الغربية في مدينة لندن في أونتاريو، كما حصل على مركز الزمالة والدبلوم في الإدارة الصحية من الأكاديمية الأميركية للمدراء الطبيين.

## بداية المسيرة المهنية
بعد تدريبه في علم الأورام الطبي والشعاعي، احتل بورتر عدداً من المناصب العليا في كندا، منها منصب كبير الأخصائيين في جامعة ألبيرتا، رئيس قسم المعالجة الشعاعية للأورام في مركز الأورام المحلي في لندن (جامعة أونتاريو الغربية) ورئيس قسم الأورام في مشفى فكتوريا في مدينة لندن الكندية في أونتاريو.
في عام 1991 تم تعيينه كرئيس أطباء المعالجة الشعاعية للأورام، بروفيسور ورئيس لمركز ديترويت الطبي في جامعة وين ستيت، خلال السنوات الـ 5 التالية قبل بورتر عدداً من المناصب في الوقت ذاته منها مدير العناية السريرية في معهد كارمانوس للسرطان، ونائب عميد كلية الطب في جامعة وين ستيت، كما أسس عيادة للسرطان في ناساو عاصمة الباهاماس تعرف باسم مركز السرطان.
في عام 1999 تم تنصيب بورتر كمدير تنفيذي في مركز ديترويت الطبي، وهو منظمة صحية تقدر قيمتها بنحو 1.6 مليار دولار وتعتبر من أكبر الأنظمة الصحية المدنية في الولايات المتحدة وأكبر مصدر وظائف غير حكومية في مدينة ديترويت، استقال من هذا المنصب لاحقاً في عام 2003.
في عام 2001 تم تعيين بورتر في اللجنة الرئاسية المسؤولة عن مراقبة الخدمات الصحية المقدمة من قبل وزارة الدفاع وإدارة شؤون المحاربين القدامى، وفي آب أغسطس من عام 2002 عيّن جون إنغلر حاكم ولاية ميشيغان بورتر كرئيس لجنة ميشيغان للمشافي في فترة إدارية مدتها 4 سنوات.

## مركز مكغيل الصحي الجامعي
في شباط فبراير من عام 2004 تم تعيين بورتر كمدير عام وتنفيذي لمركز مكغيل الصحي الجامعي في مونتريال التابعة لمقاطعة كيبك الكندية، بالرغم من التحذيرات الموجهة للمسؤولين عن التوظيف في جامعة مكغيل عام 2003 من قبل جون كريسمان العميد السابق لكلية الطب في جامعة وين ستيت، بالإضافة إلى المقالات المنشورة في صحيفة ديترويت فري بريس التي تكشف انخراطه في عدة مجالات عمل جانبية، يعتبر مركز مكغيل الصحي الجامعي واحداً من أكبر المراكز الصحية الأكاديمية في كندا، كما أن هذا المركز كان يعمل على مشروع إعادة تطوير بقيمة مليارات الدولارات في ذلك الوقت.
في الثاني عشر من شباط فبراير عام 2008، أعلن بورتر الذي كان المدير العام والتنفيذي لمركز مكغيل  الصحي الجامعي عن إطلاق الموقع الإلكتروني لـ معهد التحليل الاستراتيجي والابتكار.
أكمل بورتر الفترة الإدارية الثانية له في كانون الأول ديسمبر عام 2011، بعد أن قدم للمركز الصحي الأكاديمي أكبر منحة يتم تقديمها إلى مؤسسة واحدة من مؤسسة كندا للاستثمار (نحو 100 مليون دولار)، تم تقديم مبلغ مساوٍ من الحكومة المحلية للكيبك كما دعمهم المتبرعون المستقلون لرفع التمويل المخصص للبحث العلمي إلى 250 مليون دولار.

## نشاطات مهنية أخرى
تقلد بورتر لفترة منصب رئيس الجمعية الأميركية للعلاج الشعاعي الموضعي، بالإضافة إلى الجمعية الأميركية لمدراء طب الأورام والجمعية الأميركية للأورام (في منطقة البحيرات الكبرى) والكلية الأميركية لطب الأورام الشعاعي، كما عمل كعضو مجلس الاستشاريين في الكلية الأميركية لطب الأورام الشعاعي ومجلس المستشارين العلميين في المعهد الوطني للسرطان في الولايات المتحدة الأميركية.
بين عامي 2006 و2008 عمل بورتر ضمن المجلس الإداري الحاكم للبحث العلمي في المراكز الصحية الكندية، CIHR والذي يشرف على الإنفاق الحكومي الكندي في مجال البحث العلمي المتعلق بالشؤون الصحية ضمن كندا، نذكر من الزملاء المقربين لبورتر هناك مايكل فورتيير وزير الأشغال العامة والخدمات الحكومية، وتوني كليمنت وزير الصحة الكندي.
في عام 2008 أصبح بورتر عضواً في المجلس الملكي الاستشاري الخاص لكندا عندما عينه رئيس الوزراء ستيفن هاربر رئيس لجنة مراقبة الاستخبارات الأمنية، بعد أن استقال بورتر من هذا المنصب في تشرين الثاني نوفمبر عام 2011 خلفه تشاك ستراهي كرئيس لهذه اللجنة.
في عام 2011 حصل على جواز السفر الدبلوماسي لسانت كيتس ونيفيس مقدماً من قبل رئيس مجلس الوزراء دينزل دوغلاس، كان بورتر مسؤولاً عن تطوير مراكز علاج السرطان على الجزيرة.

## المرض والوفاة
شخص بورتر لنفسه الإصابة بالسرطان في عيادته في الباهاماس في كانون الأول ديسمبر عام 2012. وبالرغم من أن الزمن المتوقع لبقائه على قيد الحياة كان بين 6 و8 أشهر إلا أنه صارع سرطان الرئة الذي كان منتقلاً إلى عظامه وكبده لمدة عامين ونصف، ساعده في ذلك خبرته الكبيرة كطبيب أورام بالإضافة إلى إمكانية الحصول على الأدوية الحديثة والمتطورة نتيجة علاقاته الواسعة في العالم الطبي.
قضى بورتر قرابة عامين من هذه الفترة في سجن لا جويا، حيث قام بتهريب الأدوية إلى داخل السجن، كما أنه عالج نفسه باستخدام مستوعبة أكسجين وعدد من المعدات الطبية الأخرى.
قبل وفاته بـ 6 أسابيع، تم نقل بورتر إلى مركز بنما الوطني للسرطان. توفي هناك بينما كان لا يزال رهن اعتقال بنما في الثلاثين من حزيران يونيو من عام 2015، تم الإعلان عن وفاته بداية من قبل أطبائه وعائلته وكاتب قصة حياته.
تمت تغطية وفاة بورتر بشكل واسع من قبل وسائل الإعلام الكندية والأميركية، وأنهت الادعاءات والافتراضات القائلة بأنه كان يدعي المرض، لكن الشكوك بقيت حتى بعد إعلان الوفاة فيما إذا كان بورتر قد توفي بالفعل، بالرغم من كونه مستشاراً ملكياً خاصاً إلا أن مكتب رئاسة الوزراء الكندي لم يصدر بياناً للتعليق على الوفاة كما رفض تنكيس الأعلام على مقر البرلمان.
في الثاني من تموز يوليو عام 2015، أرسلت فرقة مكافحة الفساد في الكيبك UPAC محققين إلى بنما من أجل مشاهدة الجثة، بعد ذلك بـ 5 أيام حصلت الفرقة على تصريح بالدخول إلى مشرحة مدينة بنما واطلعت على الجثة، كما أجرت عليها اختبارات البصمة والحمض النووي، وتم إعلان الوفاة رسمياً في السابع من تموز عام 2015.
عبر بورتر في مذكراته عن الرغبة في أن يدفن في سيراليون، لكن عائلته لم تنشر أي تفاصيل لخطط الجنازة بشكل علني.